# 林睡鼠
林睡鼠（学名：Dryomys nitedula）是一种分布于欧洲和亚洲地区的啮齿动物，隶属于睡鼠科林睡鼠属。

## 形态特征
林睡鼠体型中等，头体长85～120毫米，尾长60～113毫米。身体背部呈赤褐色或灰褐色带黄色，腹部灰白色、污白色、浅黄或白色略带浅黄色，背腹毛色分界明显。尾扁而蓬松，为污灰色，较身体背部略暗。足白色，眼眶黑色。